# IC 3789
IC 3789 је спирална галаксија у сазвјежђу Береникина коса која се налази на листи објеката дубоког неба у Индекс каталогу.
Деклинација објекта је + 20° 11' 39" а ректасцензија 12h 48m 7,0s. Привидна величина (магнитуда) објекта IC 3789 износи 15,0 а фотографска магнитуда 15,8.